# Berta Ottenstein
Berta Ottenstein (* 27. März 1891 in Nürnberg; † 17. Juni 1956 in der Nähe von Concord (Massachusetts)) war eine deutsche Dermatologin, die als erste Frau an der Universität Freiburg im Breisgau die Habilitation erlangte, sowie deutschlandweit die erste Frau, die sich im Fach Dermatologie habilitierte.

## Leben und Wirken
Ottenstein, die als jüngstes von sechs Kindern in eine Nürnberger Kaufmannsfamilie geboren wurde, studierte an der Universität Erlangen, wo sie 1914 ihren Doktortitel in Chemie erhielt. Nach einer Position am Kaiser-Wilhelm-Institut für Biochemie in Berlin-Dahlem (1927) wechselte sie 1928 an die Universität Freiburg, wo sie eine Assistenzstelle erhielt. Bereits 1930 äußerte ihr Vorgesetzter, Klinikdirektor Georg Alexander Rost, seine Absicht, sie in absehbarer Zeit zur Habilitation vorzuschlagen. Die Habilitation wurde am 3. Juni 1931 vom Senat genehmigt und am 11. Juni vom zuständigen Ministerium in Karlsruhe bestätigt. Bereits drei Wochen zuvor war Ottenstein an der medizinischen Fakultät der Grad verliehen worden, sodass sie zum Wintersemester 1931/32 eine Stelle als Privatdozentin antreten konnte. Der Titel ihrer Habilitationsschrift lautete Untersuchungen über den Gehalt der Haut und des Blutes an diastatischem Ferment und dessen biochemische Bedeutung bei Hautkrankheiten.
1932 wurde Ottensteins Vertrag an der Universität Freiburg zum letzten Mal verlängert, doch bereits vor dessen Auslaufen im Herbst 1934 wurde sie aufgrund ihrer jüdischen Abstammung von den Nationalsozialisten „beurlaubt“. Gemeinsam mit vielen anderen Dozenten musste sie am 12. April 1933 die Universität verlassen.
1933–35 hatte sie an der dermatologischen Klinik von Budapest eine Assistenzstelle inne, bevor sie 1935 an die Universität Istanbul wechselte, wo sie bis 1945 als Dozentin und Leiterin der dermatologischen Klinik wirkte. Anschließend emigrierte sie in die USA, wo sie an der Harvard University eine Stelle als research fellow erhielt und am New England Medical Center in Boston arbeitete.
1951 wurde Ottenstein von der Universität Freiburg eine außerplanmäßige Professur verliehen und sie erhielt die Amerikanische Staatsbürgerschaft.

## Würdigung

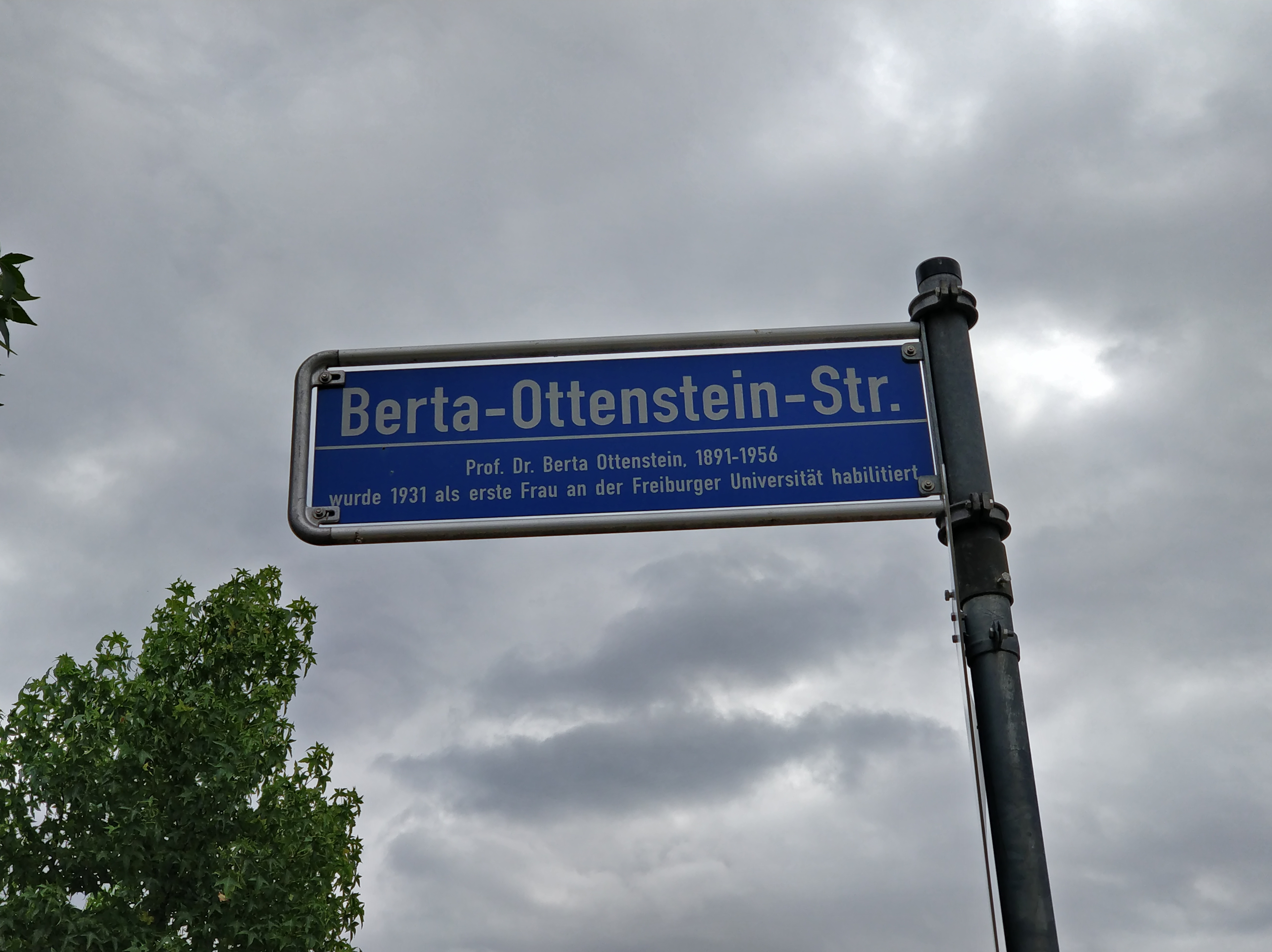
Straßenschild in Freiburg im Breisgau

Der Frauenförderpreis der Universität Freiburg trägt seit 2005 den Namen Bertha-Ottenstein-Preis. Ausgezeichnet werden damit laut Universitätswebsite Hervorragende wissenschaftliche Leistungen im Bereich der Frauen- und Geschlechterforschung, Lehrkonzepte und Seminarformen, Schulungs- und Weiterbildungsangebote, die den Aspekt der Gleichstellung querschnittsartig integrieren und gleichstellungsorientierte Bewusstseinsbildungsprozesse anregen, Netzwerkbildung, Veranstaltungs- oder Ausstellungs-organisation zu Gender-Themen, überdurchschnittliches Engagement bei der Umsetzung der Fakultätsgleichstellungspläne und/oder des zentralen Gleichstellungsplans, Rekrutierungs- und Personalentwicklungsmaßnahmen, die geeignet sind, den Frauenanteil auf den einzelnen Qualifikationsstufen zu erhöhen, auf denen sie bislang unterrepräsentiert sind sowie innovative Maßnahmen zur Verbesserung der Lebens-, Studien- und Arbeitsbedingungen von studierenden und beschäftigten Eltern an der Universität. In Freiburg wurde eine Straße im Stadtteil Brühl-Beurbarung auf dem ehemaligen Güterbahnhofsgelände nach Berta Ottenstein benannt.